# تاریخ روابط سیاسی ایران و انگلیس در قرن ۱۹
تاریخ روابط سیاسی ایران و انگلیس در قرن نوزدهمنام مجموعه کتابی ۸ جلدی است که محمود محمود دربارهٔ تاریخ و شرح‌ماوقع روابط ایران و انگلیس در قرن نوزدهم میلادی نوشته‌است. تاریخ روابط سیاسی ایران و انگلیس مفصل‌ترین کتابی است که در این‌باره به زبان فارسی به نگارش درآمده است.